# Teatro persa
El Teatro persa se remonta a la antigüedad. La primera iniciación del teatro persa y de la actuación se puede rastrear en las celebraciones ceremoniales para glorificar a héroes y leyendas nacionales y para humillar al enemigo, como en los clásicos de "Soug Sivash" y "Mogh Koshi" (Megakhouni). El teatro de la antigua persia y danza fueron investigados de manera significativa por el historiador griego Heródoto de Halicarnaso, que vivió durante el dominio persa de Grecia. En su obra Libro IX (Calliope), describe la historia de los imperios asiáticos y también de las guerras persas hasta 478 a. C.

## Histórico teatro Pérsico
Estas son algunas de las artes escénicas que se popularizaron en Irán en el siglo séptimo dC, mucho antes del advenimiento del cine.
Unos pocos ejemplos incluyen:
- Naqqāli (contando historias)
- ta'zieh (arte dramático ritual)
- Kheimeh Shab Bazi (teatro de marionetas)
- Siah-Bazi (actos cómicos en la política)
- Ru Howzi (actos cómicos en la vida doméstica)
- Pardeh Dari (narración)
- Pardeh-khaani (Cánticos móviles, cuentacuentos detrás de una cortina)
- Naghali (narración)
- Ghavali (juglaría)
- Shahnameh-khaani (narración con cánticos de la historia de Shahnameh)
- Rowzeh Khani (actuación de luto)
- Saye-Bazi (teatro de sombras)
- Mirnouroozi (obra cómica durante la Nowruz)
- bazi Kachalak o Pahlavan Kachal (obra cómica con un personaje payaso calvo)
- Baghal bazi (obra cómica que tiene lugar en una tienda de comestibles)

### Naqqāli
.

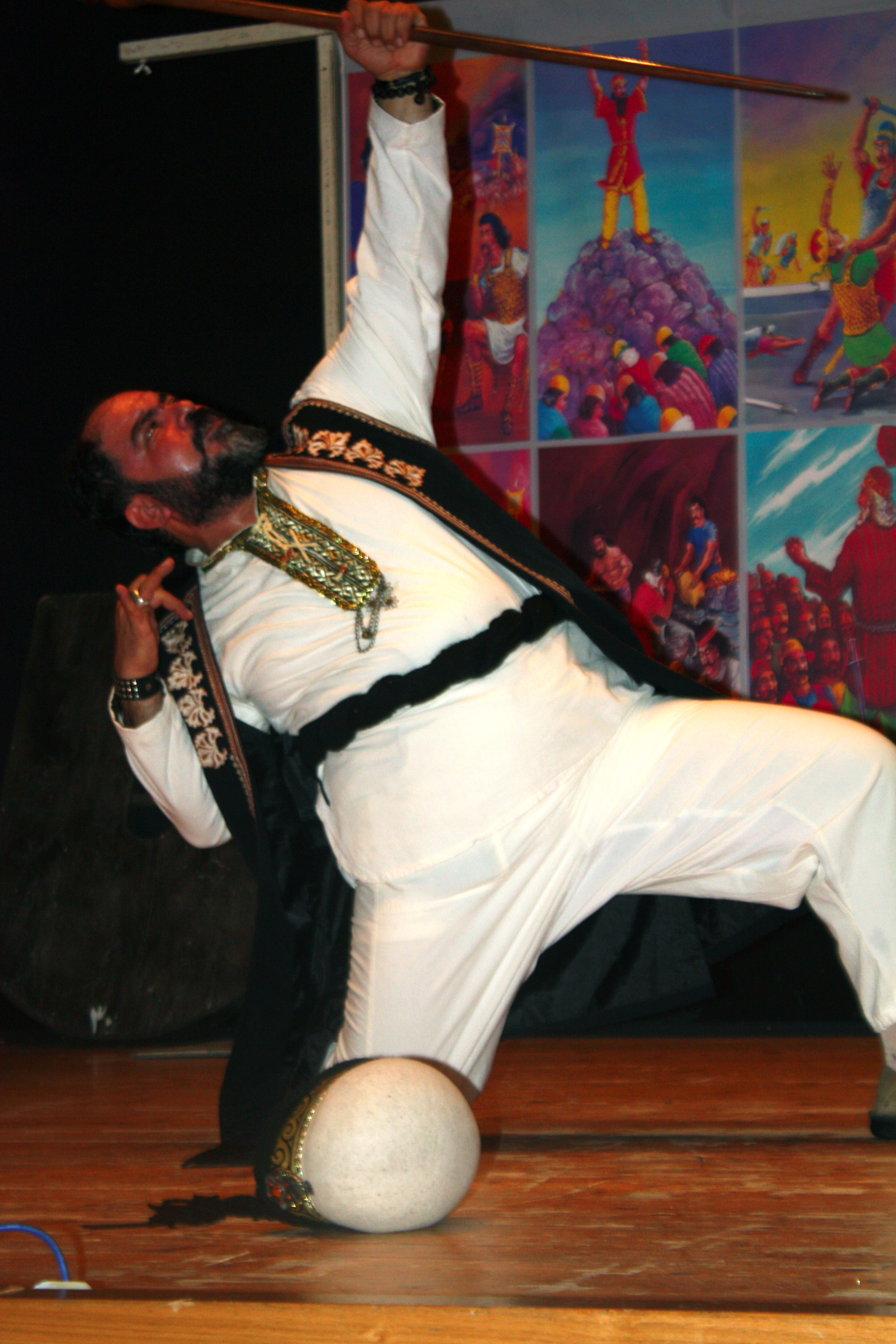
Actor iraní realizando el Naqqāli

El Naqqāli, es una de las formas más antiguas del teatro tradicional persa. El Naqqāli son las historias que el ejecutante relata en prosa a menudo acompañadas por música, danza y, volutas decorativas pintadas. Tanto los hombres como las mujeres pueden ser artistas Naqqāli y pueden realizarse con público de ambos sexos, lo cual es inusual en Irán. El ejecutante a menudo lleva trajes simples y una sola pieza de un traje histórico pero relacionado, como una antigua pieza de armadura. Este arte fue realizado anteriormente en cafés, casas privadas y lugares históricos como antiguos caravasares. Un descenso en la popularidad de los cafés en Irán, y con las nuevas formas de entretenimiento, se ha traducido en la disminución de interés en el desempeño de Naqqāli. El envejecimiento de los artistas maestros (que se llaman morsheds) y la decreciente popularidad entre las generaciones más jóvenes han provocado una fuerte caída en el número de Naqqāls cualificados, amenazando la supervivencia de este arte dramático. El Naqqāli se incluyó en 2011 a la Lista Representativa del Patrimonio Cultural Inmaterial de la Humanidad de la UNESCO en necesidad de protección urgente. Otras narraciones similares de historias de Irán tradicionales incluyen el Naghali, Pardeh-dari, Pardeh-khaani, Ghavali (juglaría), Shahnameh-khaani, ta'zieh.

### Ta'zieh

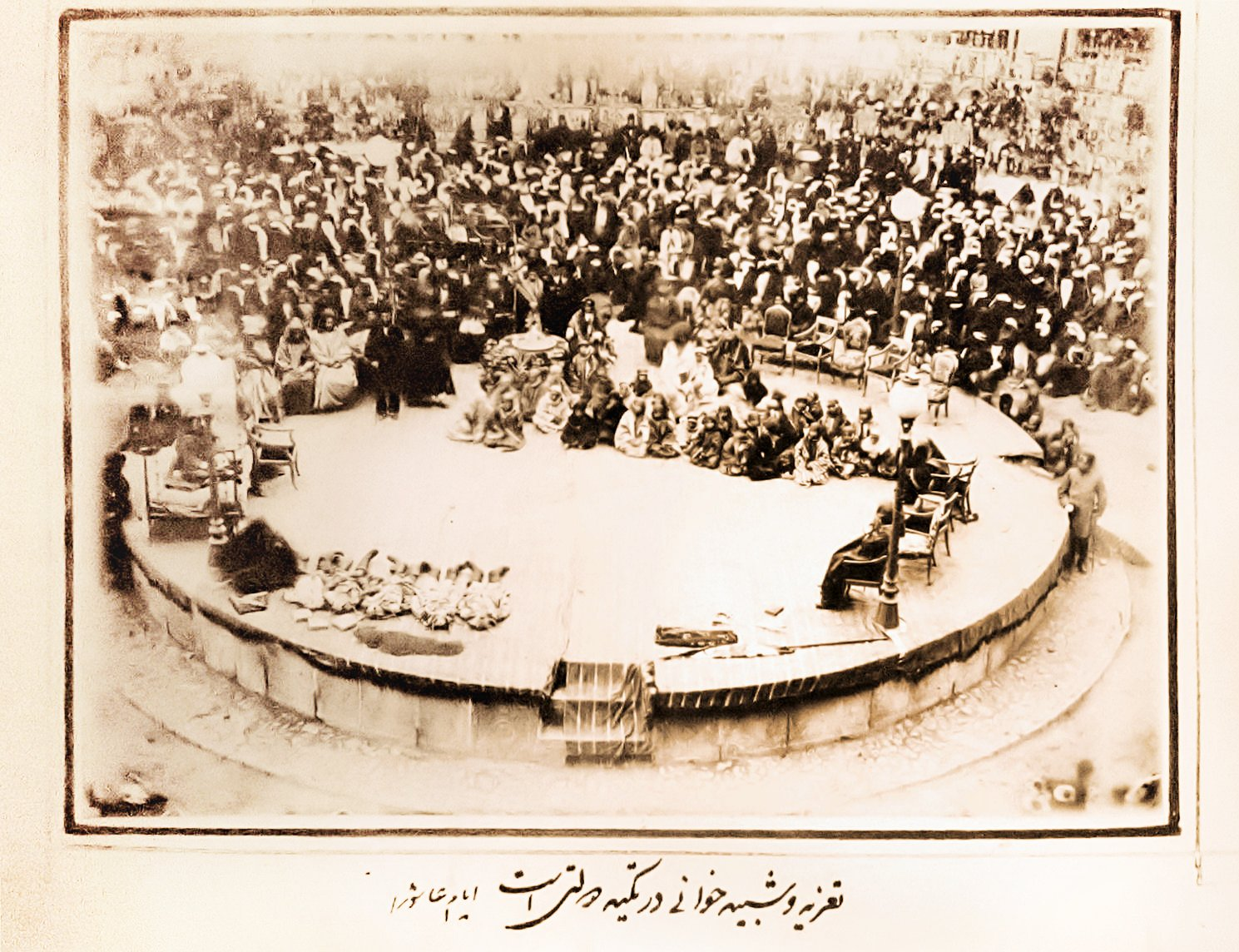
Representación del ta'zieh.

El ta'zieh, también conocido como Tazieh, es una forma de teatro tradicional persa, religiosa en la que el drama es transportado a través de la música, la narración, la prosa y el canto. Ta'zieh data de antes de la era islámica. Un tema común es la tragedia épica de Siavash en Shahnameh de Ferdowsi. En la tradición persa, ta'zieh y Parde-Khani están inspiradas en los acontecimientos históricos y religiosos, y simbolizan el espíritu épico y de resistencia. Los temas comunes son los cuentos heroicos de amor, sacrificio y resistencia contra el mal. El Ta'zieh se asemeja a la opera de Europa en muchas respects.

### Kheimeh Shab Bazi
Kheimeh-Shab-Bazi es el teatro de títeres tradicional persa que se realiza en una pequeña cámara. Hay dos personas involucradas en la actuación: un intérprete musical y una persona que cuenta la historia (llamada morshed). El diálogo es entre el morshed y los títeres. El método de funcionamiento, sus personajes y las técnicas utilizadas en la redacción del espectáculo de títeres lo hacen único y distinto de otros tipos de teatro con títeres. Un género nuevo de los títeres de Irán surgió durante dinastía Qajar. Las obras de títeres siguen siendo muy común en el Irán contemporáneo.

### Siah-Bazi
Siah-Bazi, también conocido como Siyah-Bazi es un tipo de un arte escénico popular iraní que cuenta con un arlequín con la cara pintada de negro, malicioso y franco que hace improvisaciones para causar risa. El término Siah-Bazi se traduce literalmente como "jugar negro" y es un boceto en el que dos hombres vestidos con turbantes rojos, uno tiene la cara pintada de negro y se involucran en un duelo verbal que suele ser ingenioso, de naturaleza política y humorística. El personaje con el rostro negro adquiere un papel de payaso y trata de deshonrar el maestro. Exteriormente el maestro parece ser una persona respetable pero en el fondo él es inmoral y no a ser respetado. El personaje de cara pintada de negro es retratado como un perdedor carnavalesco de la clase obrera y el público puede identificarse con su lucha a través del humor.
El Siah-Bazi y el Ru Howzi ambos tienen un carácter payaso cara pintada de negro e implican chistes lascivos, pero Ru Howzi es un teatro social que satiriza la vida doméstica y, a menudo se lleva a cabo en las residencias privadas iraníes en un escenario sobre una piscina de agua que se encuentra a menudo en los patios de los hogares. El Siah-Bazi se lleva a cabo en los lugares más públicos como teatros o cafés, debido a la temática política.
La Revolución Iraní afectó el tono y el rendimiento del Siah-Bazi, y editó las referencias sexuales, el baile y la música. Las actuaciones continúan solo por la aceptación de las normas de la Revolución Islámica iraní.

## Teatro persa contemporáneo
El movimiento de teatro profesional iraní es especialmente activo en la principal ciudad de Irán, Teherán. La ópera de marionetas Rostam y Sohrab es un ejemplo del tipo más común de desempeño Kheimeh-Shab-Bazi que se vería en la actual Irán.
Farroukh Qasim (1948ndash;2010, (Tayikistán) ha traído a la renovación teatral en Tayikistán a través de su acercamiento a la reelaboración creativa de un repertorio ecléctico. Él ha creado actuaciones basadas en fuentes tan variadas como el Rumi, el zoroástrico y los textos del Corán, místicos del Sufi y las obras de Molière y Bulgakov, por ejemplo, un Rey tayiko Lear incorporando versos persas del siglo X.
El teatro persa de Afganistán está aumentando después de varios años de decadencia.